# Jozef Branecký
Jozef Branecký, též Jozef Bránecký (9. nebo 10. března 1878 Skalica – 17. října 1941 Skalica), byl slovenský a československý politik, meziválečný poslanec Národního shromáždění, předseda Slovenské národní a rolnické strany, později politik Republikánské strany zemědělského a malorolnického lidu, se kterou Slovenská národní a rolnická strana splynula.

## Biografie
Už před rokem 1918 byl aktivní v slovenském agrárním hnutí. V rámci tohoto slovenského politického proudu, v kterém (na rozdíl od českých zemí) převládali intelektuálové, patřil mezi výjimky, tedy osobnosti profesně působící v zemědělství. Na počátku ho politicky ovlivnil Pavel Blaho, rovněž rodák ze Skalice. Vychodil pět tříd národní školy, pak se vzdělával samostudiem. Už v roce 1906 se účastnil veřejných schůzí v rámci kampaně před volbami na Uherský sněm. Byl předsedou místního katolického spolku, založil knihovnu a navazoval kontakty v Čechách a na Moravě. Byl stoupencem česko-slovenské vzájemnosti.
V některých pramenech je řazen mezi signatáře Martinské deklarace. Přítomný zde ale nebyl, nicméně zasedání v Martině ho zvolilo do Slovenské národní rady jako reprezentanta rolnictva. Zapojil se do budování Slovenské národní a rolnické strany (SNaRS), respektive její předchůdkyně, organizace Slovenská rolnická jednota. Její první celoslovenské shromáždění se konalo 13. dubna 1919. Předsedou se stal Pavel Blaho. Branecký byl členem výkonného výboru. V této fázi šlo o formální součást celonárodní Slovenské národní strany (SNS), ale fakticky již o rodící se samostatnou platformu slovenského agrarismu. Ustavující sjezd Národní republikánské strany rolnické se pak konal 14. září 1919. Branecký zasedl v jejím užším výboru (předsedou zůstal Blaho). Před volbami v roce 1920 utvořily SNaRS a SNS koalici a Branecký se stal jejím místopředsedou.
Od dubna 1919 byl dodatečně jmenován do československého Revolučního národního shromáždění, které bylo nevoleným parlamentem nového státu. V řádných parlamentních volbách v roce 1920 pak získal poslanecké křeslo v Národním shromáždění. Zasedl do společného poslaneckého klubu, který SNaRS utvořila s českými agrárníky. Slovenská národní a rolnická strana ovšem ve volbách na Slovensku příliš neuspěla, když ji porazili ľudáci a silné zisky dosáhli i sociální demokraté. Po volbách se k příčinám vyjádřil Branecký na sjezdu koncem srpna 1920 v Lubochni. Kritizoval nedostatečnou agitaci na venkově a pomalý postup pozemkové reformy. Podporoval parlamentní alianci s českými agrárníky, ale nevylučoval ani přechod strany do opozice. Jako katolík (v SNaRS bylo jinak silné zastoupení slovenských evangelíků) podporoval i větší spolupráci s katolickým klérem. 21. března 1921 zvolil výkonný výbor strany nové vedení a Jozef Branecký se stal jejím předsedou. Krátce poté musel řešit rozkol, když se od SNaRS koncem března 1921 odtrhla SNS. Funkci předsedy zastával do roku 1922, kdy se SNaRS sloučila s českými agrárníky. V červnu 1922 se proto Branecký stal členem výkonného výboru a předsednictva Republikánské strany zemědělského a malorolnického lidu (RSZML).
V parlamentních volbách v roce 1925 obhájil svůj mandát v Národním shromáždění. Podporoval přijetí zákonů o agrárních clech.
Poté, co v roce 1927 zemřel Pavel Blaho, ztratil Branecký svůj vliv mezi slovenskými agrárníky, mezi nimiž stále více dominoval Milan Hodža. Ačkoliv byl Branecký favoritem na post v čele Zemědělské rady uvolněný Blahovou smrtí, získal tuto funkci, na základě Hodžovy podpory, Methoděj Bella. Branecký navíc tehdy čelil tlaku na rezignaci na poslanecký mandát kvůli aféře okolo zbytkového statku, který získal v rámci pozemkové reformy v regionu Záhoří. Mandát ovšem nesložil.
Po roce 1929 odešel z vysoké politiky. Toho roku opustil funkci místopředsedy Melioračního svazu pro Slovensko a po šesti letech i z čela slovenské organizace Československé jednoty řepařů. V červenci 1929 nebyl zvolen do předsednictva slovenských agrárníků. Skončilo mu i funkční období poslance a na kandidátní listinu do nových voleb se již nedostal. Neobdržel ani nabídku kandidatury do senátu. Zachoval si pouze funkci předsedy Slovenské pokladny pro zemědělské dělníky a setrval na ní až do rozpuštění této organizace na podzim 1938. Nadále se angažoval v regionálních spolcích a místních organizacích agrární strany v rodném Záhoří.
Profesí byl rolníkem v Skalici.